# George Barnett
George Barnett, ameriški general marincev, * 9. december 1859, Lancaster, Wisconsin, ZDA, † 27. april 1930, Washington, D.C.

## Življenjepis
Junija 1877 je vstopil v pomorsko akademijo ZDA, ki jo je končal 1881; iz njegove generacije so izšli prvi častniki Korpusa mornariške pehote Združenih držav Amerike. Ko je preživel dve leti na morju kot kadet-praporščak, je bil premeščen h KMP ZDA kot poročnik. Kot poročnik je služil v različnih vojašnicah na vzhodni obali ZDA in na krovu USS Pinta tri leta. V času, ko je bil povišan v nadporočniku, je služil na USS Iroquois.
Ko je končal drugo »morsko turo«, je služil eno leto v marinski vojašnici Navy Yard, Washington, D.C.; nato je bil dodeljen marinski straži na Svetovni kolumbijski razstavi v Chicagu, kjer je ostal do zaprtja; nakar se je vrnil v Navy Yard.
Junija 1896 je ponovno odplul na morje, tokrat na krovu USS Vermont. Decembra 1897 je bil premeščen na USS San Francisco in aprila 1898 na USS New Orleans. Ko je služil na tej ladji med špansko-ameriško vojno, je sodeloval v več obleganjih fortifikacij v Santiagu (Kuba). Novembra istega leta je bil premeščen na USS Chicago. 
Maja 1901 je bil premeščen na poveljstvo korpusa v Washingtonu, D.C. Istega leta je bil imenovan za poveljnika bataljona na USS Panther, ki je bil poslan v Panamo, kjer so varovali ameriške interese ter železniške povezave.
Decembra 1902 se je vrnil v Washington, a je bil še istega meseca postavljen za poveljnika bataljona, ki je bil poslan na Filipinih, kamor so prispeli nekaj mesecev kasneje. Tam je bil postavljen za flotnega marinskega častnika Azijatske flote. Na tem položaju je služil na več ladjah do decembra 1904, ko se je vrnil v 1. marinsko brigado.
Aprila 1905 se je vrnil v Washington in bil kmalu povišan v podpolkovnika. Postavljen je bil za poveljujočega častnika marinske vojašnice Navy Yard za eno leto, nakar je bil spet postavljen za poveljnika bataljona, ki je bil na USS Minneapolisa namenjen na Kubo, kjer je postal del kubanske vojske pacifikacije.
Kmalu po pristanku na Kubi je bil bataljon razširjen v polk in poslan na otok Cianfuegos. Ko so marince zamenjali pripadniki KOV ZDA, je odšel nazaj v Washington, kamor je prišel novembra 1906. Spet je postal poveljnik vojašnice za eno leto, nakar je bil premeščen v poveljstvo korpusa. Kmalu zatem je bil imenovan za poveljnika marinskega odreda ameriške delegacije v Pekingu (Kitajska). Poleti 1910 se je vrnil v ZDA in prevzel poveljstvo vojašnice Filadelfija (Pensilvanija). 
V naslednjih treh letih je bil spet poslan na Kubo kot poveljnik 1. marinskega polka, ki je skrbel za vzdrževanje miru. Po vzpostavitvi javnega reda in miru je bil poslan v Puerto Rico na manevre, od koder se je vrnil 15. februarja. 25. februarja 1914 je bil povišan v generalmajor-komandanta KMP ZDA; bil je prvi komandant, ki je bil po novosprejetem zakonu imenovan za obdobje štirih let.
Prva pomembnejša naloga, ki ga je čakala, je bila napotitev okrepljene marinske brigade v Vera Cruz (Mehika). Istega leta je moral poslati še dve brigadi na Haiti in v Santa Domingo; vse brigade so ostale v teh državah celoten čas njegovega mandata.
Zaradi vstopa ZDA v prve svetovne vojne je Barnett bil pred zahtevno nalogo. Povečal je število pripadnikov na skoraj 76.000. V tem času je bil del marincev nameščen na Haitiju, v Dominikanski republiki, Kubi ter dve brigadi marincev v Franciji. Po koncu vojne je skrbel za obsežno demobilizacijo. 
30. junija 1920 je bil razrešen kot komandant. Do obvezne starostne upokojitve 9. decembra 1923 (64 let) je bil poveljnik Pacifika. 
Pokopan je na pokopališču Arlington (Arlington, Virginija), v delu, ki je rezerviran za pripadnike generacije 1881 pomorske akademije.

## Odlikovanja
- poveljnik legije časti
- Navy Distinguished Service Medal

## Napredovanja
- 1. julij 1883 - poročnik
- september 1890 - nadporočnik
- 11. avgust 1898 - stotnik
- 1901 - major
- maj 1905 - podpolkovnik
- 11. oktober 1910 - polkovnik
- 25. februar 1914 - nazivni generalmajor
- 29. avgust 1916 - brigadni general
- 5. marec 1921 - generalmajor